# ノルウェー海
ノルウェー海（ノルウェーかい、英: Norwegian Sea、ノルウェー語:Norskehavet）は、大西洋の一部で、北海とグリーンランド海の間の海。南東側にスカンジナビア半島・ノルウェーの陸地が位置する。

## 地理

### 範囲・接続海域

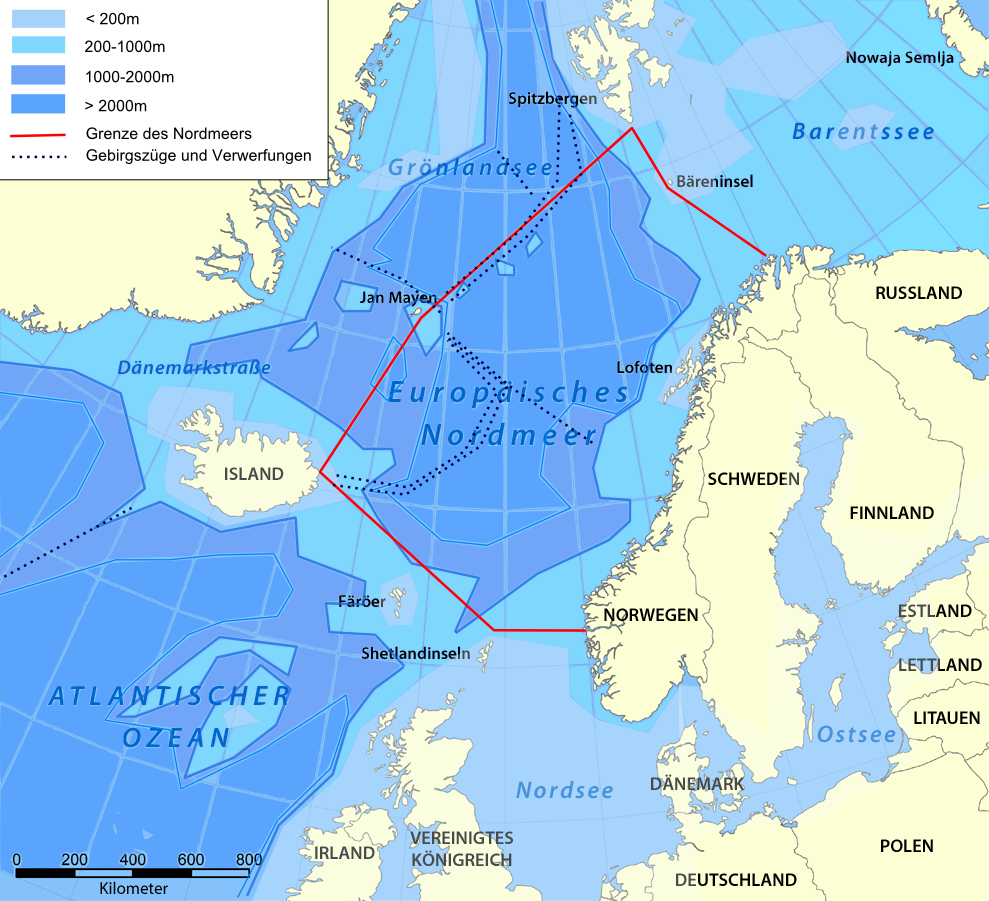
ノルウェー海。赤はIHOの定める境界。

国際水路機関（IHO）の定める66の海域のひとつである。国際水路機関の定義によれば、その境界は以下の通り。
北東
スピッツベルゲン島（西スピッツベルゲン島）南端から、ビュルネイ島（ベアー島）の北岬（North Cape）および同島のケープ・ブル（Cape Bull）を経て、ノルウェー本土北端 ノールカップに至る線。
南東
ノールカップからCape Stadt（北緯62度10分 東経5度00分 / 北緯62.167度 東経5.000度）に至る、ノルウェーの西海岸。
南
ノルウェー西海岸が北緯61度線と交わる地点から、北緯61度00分 西経0度53分 / 北緯61.000度 西経0.883度地点、フグロイ島（フェロー諸島）北東端（北緯62度21分 西経6度15分 / 北緯62.350度 西経6.250度）を経て、アイスランド東端 is:Gerpir（北緯65度05分 西経13度30分 / 北緯65.083度 西経13.500度）に至る線
西
グリーンランド海の南東限
（スピッツベルゲン島南端から、ヤンマイエン島北端、西海岸を下り同島南端を経て、アイスランド東端  Gerpir に至る線）。
北東でバレンツ海と、南に北海および北大西洋と、西にグリーンランド海とそれぞれ接する。

### 主要な島嶼
ノルウェー沿岸はフィヨルド地形のために多くの島がある。ノルウェー海の主要な島としては以下がある。* はIHOの定義において境界を構成する島である。
| 北東部 - スピッツベルゲン島 * - ビュルネイ島 * 北西部 - ヤンマイエン島 * 南西部 - アイスランド * - フグロイ島 * | ノルウェー沿岸 - ロフォーテン諸島 - ベステローデン諸島 - ヒン島 |

## 海洋

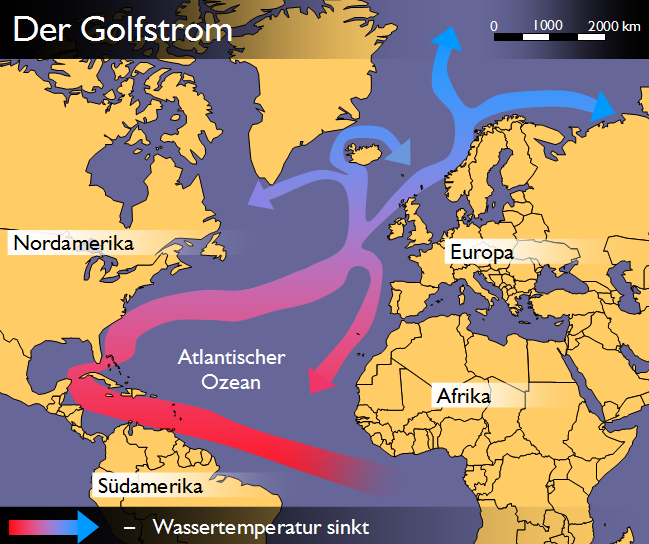
北大西洋海流とノルウェー海流

### 海流
暖流の北大西洋海流（およびその続流であるノルウェー海流）が海域の南西から北東方向へ流入しているため、高緯度地帯に位置しているにもかかわらず、冬季でも流氷などは無い。

## 資源
ノルウェー沿岸においては、海底油田開発も行われている。